# SMS-шлюз
SMS-шлюз, також відомий як GSM-шлюз або GSM-термінал — технічний пристрій, в який входить GSM-передавач, антена, інтерфейс та кабель для з'єднання із комп'ютером, що забезпечує масові розсилки SMS-повідомлень та, в деяких випадках, голосові дзвінки.
Найвідомішими виробниками SMS/GSM-шлюзів є компанії Nokia та Ericsson.
SMS/GSM-шлюзи часто використовуються для офісних потреб (автоматизація дзвінків та повідомлень для потреб бізнесу та інтеграція із його телекомунікаційними мережами) або реклами, зокрема SMS-маркетингу.